# Laila Schuster
Laila Schuster (* 1997 in Regensburg, Oberpfalz) ist eine deutsche Schauspielerin.

## Leben
Schuster interessierte sich schon als Kind für die Schauspielerei und hatte ihren ersten Auftritt in der dritten Staffel der ARD-Mysteryserie Fluch des Falken. In dieser Serie spielte sie in den Folgen 113 bis 160 die Rolle der Pia Covic.
Zudem spielte sie 2017 für die Theaterverfilmung KORA die Co-Hauptrolle Linda unter der Regie des Schweizer Regisseur Urs Odermatt.

## Filmografie
- 2014: Fluch des Falken (KiKA, Fernsehserie, Folgen 113–160)
- 2018: Achtung! Casting (HR, Experimentalfilm, R: Urs Odermatt)
- 2022: Aktenzeichen XY … ungelöst
- 2022: Dahoam is Dahoam (Fernsehserie, 1 Folge)